# Chamaedorea benziei
Chamaedorea benziei är en enhjärtbladig växtart som beskrevs av Donald R. Hodel. Chamaedorea benziei ingår i släktet Chamaedorea och familjen Arecaceae. Inga underarter finns listade i Catalogue of Life.